# Aeroportul Agen La Garenne
Aeroportul Agen La Garenne (IATA: AGF, ICAO: LFBA) este un aeroport din Estillac, Cantonul Laplume, Arondismentul Agen, Lot-et-Garonne, Nouvelle-Aquitaine, Franța metropolitană, Franța ce deservește zona Agen. Aeroportul a fost tranzitat în 2022 de 572 de pasageri. A fost numit după zona deservită.
Situat la o altitudine de 62 m, aeroportul dispune de o singură pistă.